# Aphanocalyx
Aphanocalyx là một chi thực vật có hoa trong họ Đậu.